# Narkatiaganj
Narkatiaganj é um cidade no distrito de Pashchim Champaran, no estado indiano de Bihar.

## Demografia
Segundo o censo de 2001, Narkatiaganj tinha uma população de 40.830 habitantes. Os indivíduos do sexo masculino constituem 54% da população e os do sexo feminino 46%. Narkatiaganj tem uma taxa de literacia de 59%, inferior à média nacional de 59,5%: a literacia no sexo masculino é de 68% e no sexo feminino é de 49%. Em Narkatiaganj, 17% da população está abaixo dos 6 anos de idade.